# Ciencia e Investigación
Ciencia e Investigación es una revista argentina de comunicación científica fundada en 1945 por la Asociación Argentina para el Progreso de las Ciencias (AAPC).

## Historia
Ideada por Eduardo Braun Menéndez y patrocinada por la AAPC, en 1945 se publicó el primer número de la revista Ciencia e Investigación (CEI). Su comité de redacción estaba presidido por Braun Menéndez -quien había manifestado tempranas preocupaciones acerca de la importancia de la difusión científica nacional-, e integrado por representantes de la química (Venancio Deulofeu), la geología (Horacio Harrington), la medicina (John Lewis) y la ingeniería (Enrique Galloni, Lorenzo Parodi). Si bien Houssay no figuraba entre los redactores de la revista, escribió el primer editorial y numerosos artículos, en tanto que su obra y su perspectiva fueron frecuentemente referidas en las páginas de CEI.
Durante sus primeras décadas, la revista mantuvo una frecuencia mensual bastante rigurosa y una extensión por ejemplar que se prolongaba entre las 44 y 48 páginas. 
A lo largo de la década de 1970, los números fueron mayormente bimensuales. En las décadas siguientes la frecuencia fue menos regular, pero lo cierto es que CEI nunca se dejó de publicar. 
En la actualidad, la AAPC continúa con la edición de la revista Ciencia e Investigación (que cuenta con 68 volúmenes) a través de números monográficos sobre temáticas de intereses vigentes, bajo el formato de publicación electrónica y con una frecuencia de cuatro o cinco números anuales. Asimismo, desde el año 2013, la AAPC publica la revista Ciencia e Investigación Reseñas que se ocupa de difundir autobiografías de figuras representativas de la ciencia y la tecnología nacional cuyos aportes, tal vez poco conocidos fuera de su ámbito de especialización, resultan de verdadera importancia para la ciencia global y para la sociedad argentina. 

## Secciones
La revista en su primera etapa, cuando se publicaba con mayor regularidad, tenía las siguientes secciones:
- Editorial, escrito con un léxico llano y conciso, se proponía explicar -por ejemplo- qué era un instituto de investigación y cuál era su importancia social, o en qué consistía el pensamiento científico. Asimismo, refería cuestiones como la relación entre la ciencia y el patriotismo, el rol del Estado en el desarrollo científico, el vínculo entre la investigación y el progreso industrial, pero también reflexionaba sobre la Universidad, su función cívica, sus reformas, autonomía y estatutos.
- Artículos Originales e Investigaciones Recientes versaban mayormente en áreas de la química, la medicina, la astronomía, la biología y la historia de las ciencias.
- Organización de la Enseñanza y de la Investigación y El mundo científico trataban novedades de interés para el público académico acerca de cursos universitarios, becas, designaciones docentes, métodos de enseñanza, coloquios nacionales e internacionales, asociaciones científicas y notas necrológicas de profesores e investigadores.
- El cielo del mes, una descripción astronómica que indicaba horarios y desplazamientos solares y lunares -teniendo como referencia la ubicación de la ciudad de Buenos Aires- así como comentaba posiciones, movimientos y brillos planetarios a lo largo del mes.
- Los Premios Nobel, narraba concisas biografías ilustradas con retratos de los científicos que obtuvieron tales reconocimientos, así como explicaciones didácticas sobre las obras por las que habían alcanzado el Nobel
- Noticias sobre las actividades de AAPC, informaba sobre subsidios, actividades de becarios, reuniones y sesiones de la Asociación.